# Сунсакесар-Кахар
Сунсакесар-Кахар — солёное озеро в одной из долин Соляного хребта на северо-востоке Пакистана. Располагается на территории округа Хушаб в провинции Пенджаб.
Озеро находится в юго-западной части хребта, на расстоянии 13 км к западу от города Наушахра. Площадь — 9,43 км². Крупнейшее озеро Соляного хребта. Почти вся прилегающая к акватории местность занята сельскохозяйственными землями.
Озеро подпитывается небольшими пересыхающими водотоками и поверхностным стоком с прилегающих земель. Уровень воды и её солёность сильно зависят от количества атмосферных осадков, глубина может колебаться от 0,2 м до 6 м. Как правило вода в озере гиперсолёная, щелочная (pH ≈10).
В 1996 году озеро было включено в перечень водно-болотных угодий международного значения, подпадающих под действие Рамсарской конвенции.